# Asociația Criterion
Asociația Criterion (sau Grupul Criterion) a fost o asociație a intelectualilor români înființată în 1932 la București. Era o asociație de filozofie, arte și litere care în principal organiza conferințe pe diverse teme, urmate de dezbateri. Din asociație au făcut parte: Mircea Eliade, Emil Cioran, Mihail Sebastian, Mihail Polihroniade, Alexandru Cristian-Tell, Vasile Voiculescu, Sandu Tudor ,Dan Botta, Emil Botta, Eugen Ionescu, Petru Comarnescu, Constantin Noica, Alexandru Vianu, Eugen Jebeleanu, Zaharia Stancu, Haig Acterian.

## Activitate
Visul unei Românii noi, moderne, a generat dispute inevitabile între generații. Dorința de a se ajunge la o limpezire a marilor probleme ale timpului a fost dată, încă din 1927, de Mircea Eliade. El a încercat să sublinieze principalele linii directoare în seria de foiletoane „Itinerariu spiritual”, din „Cuvântul”. Încă de la primul număr, Eliade arogă generației sale – „cea mai binecuvântată, cea mai făgăduitoare din câte s-au rânduit până acum în țară” – posibilitatea de a ajunge la „rezultate concrete și fecunde” respingând sfaturile și experiențele celor bătrâni.Polemica dintre generații va fi întreținută și de „Manifestul Crinului Alb”, lansat în 1928 în „Gândirea”. Ideea principală era clară, anume că noua generația era diferită de cea a părinților. Aceste frământări vor duce la apariția mai multor asociații culturale, cea mai cunoscută fiind Asociația „Criterion”.
Asociația de arte, litere și filosofie „Criterion” a activat public între 13 octombrie 1932 și 11 decembrie 1933. Printre membrii fondatori – nucleul noii grupări s-a desprins din gruparea Forum - se regăsesc Petru Comarnescu, Mircea Eliade, Mircea Vulcănescu, Dan Botta sau Paul Sterian. Se vor alătura și alți intelectuali în următoarele săptămâni și luni. Acești doreau să crească nivelul cultural al publicului conectându-l cu marile teme de dezbatere  intelectuală a vremii.  Asociația Criterion era organizată pe secții: „Teatru”, „Plastică”, „Critică și literatură”, „Spectacol”.  Petru Comarnescu era secretar general. Au fost organizate mai multe serii de conferințe: ciclul „Idolii” (cu simpozioane despre Lenin, Freud, Chaplin, Gide, Mussolini, Bergson, Krishnamurti, Greta Garbo, Gandhi, Valéry ș.a.), ciclul despre „Cultura românească actuală”, ciclul „Tendințe 1933”.
Conferințele organizate de Asociația Criterion, se țineau, de câteva ori pe săptămână și au avut un mare impact asupra publicului vremii. Prelegerile publice, urmate de dezbateri furtunoase, în care se abordau teme aflate în contradicție sau complementare, au fost organizate, mai întâi, în grădina coregrafei Floria Capsali, apoi la cafeneaua „Corso” de pe Calea Victoriei și în aula Fundației „Regele Carol I”. Conferențiarii erau artiști, filosofi, sociologi, ziariști, pro sau antiamericani sau filofrancezi, oameni cu convingeri de stânga sau de dreapta, burghezi sau mistici, țărăniști sau liberali. 
Mircea Eliade a inaugurat ciclul de simpozioane despre Freud, unde au vorbit neurologi și psihiatri notorii, dar și H.H. Stahl (Sociologia freudiană), Mircea Vulcănescu (Psihologia maselor și freudismul), Alex. Mironescu (Originea literară a ideilor freudiene în naturalism și simbolism), I. I. Cantacuzino (Perspectiva integratoare a freudismului). Sala era arhiplină, iar celor care nu au reușit să intre li s-a promis repetarea simpozionului. Mircea Eliade s-a remarcat prin interpretarea doctrinei lui Freud, prin monismul veterotestamentar. Autoritățile au fost nevoite să asigure circulația și apere intrările de îmbulzeală. Succesul de care s-a bucurat a iscat invidii, gelozii și a neliniștit autoritățile. Datorită subiectelor sensibile abordate au atras criticile puterii politice și de stat. Nu au lipsit nici incidentele. La simpozionul despre Chaplin, Mihai Sebastian, care, în replică la apostrofele studenților antisemiți din sală, a declarat că renunță a vorbi despre artistul Charlot, pentru a se referi la „Un ovreu, despre un alt ovrei”. În urma simpozionului despre Lenin, unde a fost invitat secretarul Partidului Comunist, Lucrețiu Pătrășcanu, care au intervenit în dezbatere, iar drept urmare în sală au alternat aclamațiile comuniștilor cu protestele naționaliștilor, „se răspândise zvonul că gruparea Criterion e cripto-comunistă”. Tema „Lenin” a fost prezidată de C. Rădulescu-Motru. Au mai vorbit Mircea Vulcănescu, apoi critica ei de pe pozițiile burgheză, Petru Viforeanu, social-democrată, H.H. Stahl și țărănistă ,Constantin Enescu, iar Mihail Polihroniade a prezentat tactica politică a lui Lenin. 
Simpozionul „Gide” a fost prezidat de Mihai Ralea. După o instigare din ziarul „Calendarul” al lui Nichifor Crainic, unde „Gide” se asocia cu „jidan”, manifestanți legionari conduși de Mihail Stelescu au  forțat intrarea și au produs o busculadă. Pe Mussolini l-au prezentat Mihail Polihroniade (De la om la idol), H. H. Stahl (De la idol la om), Al. Cristian Tell (Creatorul), Constantin Enescu (Distrugătorul), Richard Hillard (Antidemocratul), Mihail Manoilescu (Concluzii). La ultimul simpozion din seria „Idoli”, consacrat lui Gandhi, a vorbit  Mircea Eliade.

## Desființarea
După incidentele sângeroase de la atelierele Grivița – februarie 1933 – a fost instituită starea de asediu. Este autorizată organizarea ciclului Tendințe, după asigurări date că nu sunt fasciști sau comuniști. Chiar și așa, conferințele s-au desfășurat într-un cadru restrâns, în clădirea Academiei Comerciale, între 8 februarie și 4 mai 1933. Subiectele dezbătute au fost: Orientări spirituale ale tinerei generații, Orientări politice ale generației tinere, Pace sau război, Între individualism și economie dirijată. Șerban Cioculescu, Mircea Eliade, Mihail Sebastian, Petru Manoliu, Arșavir Acterian și Eugen Ionescu susțin tema Literatură-confesie și literatură subiectivă. În toamna anului 1933 se revine în sala Fundației, odată cu tematica „Marile momente ale muzicii” cu participarea unor muzicieni și muzicologi ca Dimitrie Cuclin și George Breazul. Prima temă, Olimpicii, unde se vorbește despre Bach, Mozart și Beethoven, iar la subiectul Jazz expune Petru Comarnescu (Elly Roman exemplifică). Despre Ctitorii muzicii vorbește I.D.Petrescu. Pentru Magia și originile muzicii, Mircea Eliade apelează la tineri muzicieni. Începând din 19 octombrie, au fost organizare încă un ciclu de opt simpozioane, „Tendințe 1933″, cu teme: Soluțiile crizei , Autarhie?, Sensul vieții în literatura contemporană, Dictatură ?, Neoclasicism ? (prezidat de Tudor Vianu), Jean Codeau și zădărniciile virtuozității, Vasile Pârvan, Picasso, Le Corbusier, Valery. Dezbaterea Război? a prezidat-o Grigore Gafencu. S-a mai vorbit despre Germania și echilibrul european, Franța și pacea Europei, Japonia, China și Pacificul, Civilizație?, Neoimperialismul Europei (Victor Vojen, Petru Viforeanu, Mihail Polihroniade și Constantin Enescu). La tema Rasa? Paul Costin Deleanu a „motivat” rasismul, combătut de Petru Comarnescu
Din nefericire, situația politică era din ce în ce mai agitată. În 1934, la sala Dalles s-a organizat sub egida Criterion, „Salonul 1933” de artă plastică, iar un an mai târziu, aceiași expoziție s-a numit a „Grupului 1934”. Conferințele erau ținute sub alt patronaj : Institutul Social Român, Uniunea Intelectuală Română, revista „Convorbiri literare”. 